# Ligue mondiale féminine de water-polo 2010
Navigation
Édition précédente Édition suivante
La Ligue mondiale 2010 est la septième édition de la Ligue mondiale de water-polo, compétition annuelle organisée par la Fédération internationale de natation (FINA).
Chaque zone continentale organise des qualifications entre équipes invitées à participer. Leurs huit vainqueurs participent à une super finale du 28 juin au 3 juillet 2010 à La Jolla, en Californie (États-Unis).
Cette édition est remportée, pour la cinquième fois depuis 2004, par l'équipe hôte et tenant du titre, l'équipe des États-Unis, en finale contre l'équipe d'Australie.
Les deux finalistes se qualifient pour les championnats du monde de 2011, joués à Shanghai, en Chine.

## Équipes participantes de la super finale
Qualifiée d'Amérique :
- Canada,
- États-Unis (également pays hôte).

Qualifiées d'Asie et d'Océanie :
- Australie,
- Chine.

Qualifiées européennes :
- Grèce,
- Hongrie,
- Pays-Bas
- et Russie.

## Qualifications
Les équipes nationales sont invitées par la FINA à participer aux qualifications de la Ligue mondiale d'après leurs résultats ou leurs progrès récents.
Chaque zone continentale organise ses qualifications selon une organisation propre.

### Amérique
Les qualifications américaines sont organisées du 16 au 23 mai à Mayagüez, à Porto Rico.
Chaque équipe joue deux matches l'une contre l'autre.
| Rang | Équipe     | Pts | J | G | N | P | Bp | Bc | Diff |
| ---- | ---------- | --- | - | - | - | - | -- | -- | ---- |
| 1    | Canada     | 15  | 6 | 5 | 0 | 1 | 74 | 32 | +42  |
| 2    | États-Unis | 15  | 6 | 5 | 0 | 1 | 70 | 46 | +24  |
| 3    | Porto Rico | 6   | 6 | 2 | 0 | 4 | 42 | 83 | -41  |
| 4    | Brésil     | 0   | 6 | 0 | 0 | 6 | 39 | 64 | -25  |

| Date   |            | Score |            |
| ------ | ---------- | ----- | ---------- |
| 17 mai | Canada     | 17-7  | États-Unis |
| 17 mai | Brésil     | 12-13 | Porto Rico |
| 18 mai | Canada     | 10-4  | Brésil     |
| 18 mai | Porto Rico | 4-16  | États-Unis |
| 19 mai | Brésil     | 8-11  | États-Unis |
| 19 mai | Canada     | 15-5  | Porto Rico |
| 21 mai | États-Unis | 10-6  | Canada     |
| 21 mai | Porto Rico | 10-8  | Brésil     |
| 22 mai | Brésil     | 5-11  | Canada     |
| 22 mai | États-Unis | 17-9  | Porto Rico |
| 23 mai | États-Unis | 9-2   | Brésil     |
| 23 mai | Porto Rico | 1-15  | Canada     |

### Asie et Océanie
Les qualifications asiatiques et océaniennes se déroulent du 21 au 23 mai à Osaka (Japon) pour la première série de matches, puis du 26 au 28 mai à Guangdong (Chine) pour la seconde.
| Rang | Équipe     | Pts | J | G | N | P | Bp | Bc | Diff |
| ---- | ---------- | --- | - | - | - | - | -- | -- | ---- |
| 1    | Australie  | 15  | 6 | 5 | 0 | 1 | 84 | 43 | +41  |
| 2    | Chine      | 15  | 6 | 5 | 0 | 1 | 73 | 44 | +29  |
| 3    | Kazakhstan | 6   | 6 | 2 | 0 | 4 | 52 | 80 | -28  |
| 4    | Japon      | 0   | 6 | 0 | 0 | 6 | 42 | 84 | -42  |

| Date                 |            | Score |            |
| -------------------- | ---------- | ----- | ---------- |
| Tournoi d'Osaka      |            |       |            |
| 21 mai               | Australie  | 17-5  | Japon      |
| 21 mai               | Chine      | 18-4  | Kazakhstan |
| 22 mai               | Australie  | 14-9  | Kazakhstan |
| 22 mai               | Chine      | 13-5  | Japon      |
| 23 mai               | Chine      | 13-12 | Australie  |
| 23 mai               | Kazakhstan | 13-12 | Japon      |
| Tournoi de Guangdong |            |       |            |
| 26 mai               | Australie  | 10-5  | Chine      |
| 26 mai               | Kazakhstan | 13-9  | Japon      |
| 27 mai               | Australie  | 14-8  | Kazakhstan |
| 27 mai               | Chine      | 12-7  | Japon      |
| 28 mai               | Australie  | 16-4  | Japon      |
| 28 mai               | Chine      | 13-5  | Kazakhstan |

### Europe et Afrique
Les qualifications européennes, auxquelles participent l'équipe d'Afrique du Sud, se déroulent du 9 au 13 juin et du 16 au 20 juin. Les huit équipes invitées sont réparties en deux groupes, dont les deux premiers sont qualifiés pour la super finale. Les matches du premier groupe se jouent à Athènes, en Grèce, et Nancy, en France. Ceux du deuxième groupe se jouent à Budapest, en Hongrie, et à Messine, en Italie.
Au classement, une victoire vaut trois points et une défaite zéro. Les matches ne peuvent se terminer sur un score d'égalité : les équipes doivent jouer des tirs au but (« T »). Cependant, en cas d'égalité ainsi résolue, le vainqueur marque deux points au classement, le perdant un point.

#### Premier groupe
| Rang | Équipe         | Pts | J | G | N | P | Bp  | Bc  | Diff |
| ---- | -------------- | --- | - | - | - | - | --- | --- | ---- |
| 1    | Pays-Bas       | 21  | 8 | 7 | 0 | 1 | 122 | 55  | +67  |
| 2    | Grèce          | 20  | 8 | 6 | 1 | 1 | 124 | 55  | +69  |
| 3    | Espagne        | 13  | 8 | 4 | 1 | 3 | 95  | 68  | +27  |
| 4    | France         | 6   | 8 | 2 | 0 | 6 | 59  | 103 | -44  |
| 5    | Afrique du Sud | 0   | 8 | 0 | 0 | 8 | 33  | 150 | -117 |

| Date              |                | Score, |                | Quarts-temps                  |
| ----------------- | -------------- | ------ | -------------- | ----------------------------- |
| Tournoi d'Athènes |                |        |                |                               |
| 10 juin           | Pays-Bas       | 14-11  | Espagne        | 3-4 ; 6-3 ; 2-1 ; 3-3         |
| 10 juin           | Grèce          | 15-8   | France         | 5-3 ; 3-1 ; 4-2 ; 3-2         |
| 11 juin           | Afrique du Sud | 6-11   | France         | 1-2 ; 1-1 ; 0-4 ; 4-4         |
| 11 juin           | Grèce          | 12-11  | Pays-Bas       | 3-2 ; 3-0 ; 4-3 ; 2-6         |
| 12 juin           | Pays-Bas       | 17-4   | France         | 6-0 ; 1-1 ; 5-1 ; 5-2         |
| 12 juin           | Afrique du Sud | 4-21   | Espagne        | 1-4 ; 2-5 ; 0-6 ; 1-6         |
| 12 juin           | Espagne        | 10-5   | France         | 4-3 ; 1-1 ; 3-0 ; 2-0         |
| 12 juin           | Grèce          | 22-3   | Afrique du Sud | 5-2 ; 7-0 ; 5-1 ; 5-0         |
| 13 juin           | Pays-Bas       | 23-5   | Afrique du Sud |                               |
| 13 juin           | Grèce          | 16-14  | Espagne        | 2-3 ; 4-0 ; 1-3 ; 4-5 T : 5-3 |
| Tournoi de Nancy  |                |        |                |                               |
| 16 juin           | Espagne        | 7-12   | Grèce          | 3-2 ; 0-3 ; 1-4 ; 3-3         |
| 16 juin           | France         | 6-16   | Pays-Bas       | 4-2 ; 1-1 ; 3-1 ; 8-2         |
| 17 juin           | Pays-Bas       | 22-4   | Afrique du Sud |                               |
| 17 juin           | France         | 5-19   | Grèce          | 0-5 ; 0-3 ; 2-5 ; 3-6         |
| 18 juin           | Afrique du Sud | 0-16   | Espagne        |                               |
| 18 juin           | Grèce          | 7-8    | Pays-Bas       |                               |
| 19 juin           | Espagne        | 6-11   | Pays-Bas       |                               |
| 19 juin           | France         | 14-10  | Afrique du Sud |                               |
| 20 juin           | Grèce          | 21-1   | Afrique du Sud |                               |
| 20 juin           | France         | 6-10   | Espagne        |                               |

#### Deuxième groupe
| Rang | Équipe          | Pts | J | G | N | P | Bp  | Bc  | Diff |
| ---- | --------------- | --- | - | - | - | - | --- | --- | ---- |
| 1    | Russie          | 21  | 8 | 7 | 0 | 1 | 121 | 72  | +49  |
| 2    | Hongrie         | 17  | 8 | 5 | 1 | 2 | 117 | 73  | +44  |
| 3    | Allemagne       | 10  | 8 | 3 | 1 | 4 | 84  | 98  | -14  |
| 4    | Italie          | 6   | 8 | 2 | 0 | 6 | 70  | 93  | -23  |
| 5    | Grande-Bretagne | 6   | 8 | 2 | 0 | 6 | 55  | 111 | -56  |

| Date                |                 | Score |                 | Quarts-temps                  |
| ------------------- | --------------- | ----- | --------------- | ----------------------------- |
| Tournoi de Budapest |                 |       |                 |                               |
| 9 juin              | Russie          | 22-11 | Allemagne       |                               |
| 9 juin              | Italie          | 7-8   | Grande-Bretagne | 1-2 ; 1-2 ; 3-2 ; 2-2         |
| 10 juin             | Italie          | 6-12  | Allemagne       | 0-3 ; 1-2 ; 3-3 ; 2-4         |
| 10 juin             | Hongrie         | 25-4  | Grande-Bretagne | 9-0 ; 5-0 ; 7-2 ; 4-2         |
| 11 juin             | Italie          | 4-11  | Russie          | 1-1 ; 1-3 ; 1-5 ; 1-2         |
| 11 juin             | Hongrie         | 9-6   | Allemagne       | 0-2 ; 2-1 ; 4-1 ; 0-2 T : 3-0 |
| 12 juin             | Russie          | 17-7  | Grande-Bretagne | 4-2 ; 4-2 ; 5-1               |
| 12 juin             | Hongrie         | 13-9  | Italie          | 3-1 ; 2-2 ; 3-3 ; 5-3         |
| 13 juin             | Allemagne       | 6-4   | Grande-Bretagne | 2-1 ; 2-1 ; 1-2 ; 1-0         |
| 13 juin             | Hongrie         | 12-13 | Russie          | 3-1 ; 2-2 ; 3-3 ; 5-3         |
| Tournoi de Messine  |                 |       |                 |                               |
| 16 juin             | Russie          | 20-9  | Grande-Bretagne | 7-2 ; 3-1 ; 4-3 ; 6-3         |
| 16 juin             | Italie          | 16-20 | Allemagne       | 4-7 ; 4-4 ; 4-1 ; 4-8         |
| 17 juin             | Hongrie         | 20-8  | Grande-Bretagne | 5-1 ; 5-2 ; 4-2 ; 6-3         |
| 17 juin             | Allemagne       | 9-18  | Russie          | 2-6 ; 2-3 ; 3-5 ; 2-4         |
| 18 juin             | Allemagne       | 7-8   | Grande-Bretagne | 1-2 ; 2-2 ; 3-1 ; 1-3         |
| 18 juin             | Italie          | 9-13  | Hongrie         | 5-6 ; 1-5 ; 2-2 ; 1-0         |
| 19 juin             | Russie          | 11-10 | Hongrie         | 4-2 ; 1-3 ; 3-2 ; 3-3         |
| 19 juin             | Grande-Bretagne | 7-9   | Italie          | 0-1 ; 4-1 ; 1-5 ; 2-2         |
| 20 juin             | Hongrie         | 15-13 | Allemagne       | 1-4 ; 7-4 ; 4-4 ; 3-1         |
| 20 juin             | Italie          | 10-9  | Russie          | 2-2 ; 1-1 ; 4-3 ; 3-3         |

## Super finale

### Tour préliminaire
Les matches ne peuvent pas se terminer sur un score d'égalité. Une séance de tirs au but (« T ») départagent les équipes. Dans ces cas, le vainqueur marque deux points au classement et le perdant un point, au lieu respectivement de trois points et zéro point en cas de score inégal.

#### Groupe A
| Rang | Équipe   | Pts | J | G | N | P | Bp | Bc | Diff |
| ---- | -------- | --- | - | - | - | - | -- | -- | ---- |
| 1    | Chine    | 6   | 3 | 2 | 0 | 1 | 21 | 20 | +1   |
| 2    | Hongrie  | 5   | 3 | 1 | 1 | 1 | 35 | 32 | +3   |
| 3    | Pays-Bas | 4   | 3 | 1 | 1 | 1 | 31 | 31 | 0    |
| 4    | Canada   | 3   | 3 | 1 | 0 | 2 | 24 | 28 | -4   |

| Date    |          | Score |         | Quarts-temps                  |
| ------- | -------- | ----- | ------- | ----------------------------- |
| 28 juin | Pays-Bas | 5-7   | Chine   | 2-1 ; 0-2 ; 2-3 ; 1-1         |
| 28 juin | Canada   | 11-9  | Hongrie | 3-3 ; 3-2 ; 2-1 ; 3-3         |
| 29 juin | Canada   | 4-7   | Chine   | 1-1 ; 0-1 ; 2-2 ; 1-3         |
| 29 juin | Pays-Bas | 8-8   | Hongrie | 1-4 ; 2-2 ; 2-1 ; 3-1 T : 7-6 |
| 30 juin | Pays-Bas | 12-9  | Canada  | 3-0 ; 3-2 ; 4-2 ; 2-5         |
| 30 juin | Chine    | 7-11  | Hongrie | 2-2 ; 2-5 ; 0-3 ; 3-1         |

#### Groupe B
| Rang | Équipe     | Pts | J | G | N | P | Bp | Bc | Diff |
| ---- | ---------- | --- | - | - | - | - | -- | -- | ---- |
| 1    | États-Unis | 8   | 3 | 2 | 1 | 0 | 38 | 32 | +6   |
| 2    | Australie  | 7   | 3 | 2 | 1 | 0 | 33 | 28 | +5   |
| 3    | Grèce      | 2   | 3 | 0 | 1 | 2 | 31 | 33 | -2   |
| 4    | Russie     | 1   | 3 | 0 | 1 | 2 | 32 | 41 | -9   |

| Date    |            | Score |            | Quarts-temps                  |
| ------- | ---------- | ----- | ---------- | ----------------------------- |
| 28 juin | Australie  | 12-8  | Russie     | 5-1 ; 2-2 ; 3-3               |
| 28 juin | Grèce      | 9-11  | États-Unis | 2-3 ; 3-3 ; 2-3 ; 2-2         |
| 29 juin | Grèce      | 13-13 | Russie     | 3-3 ; 3-2 ; 2-3 ; 1-5 T : 4-2 |
| 29 juin | Australie  | 12-12 | États-Unis | 1-3 ; 4-3 ; 3-2 ; 4-4 T : 2-3 |
| 30 juin | Grèce      | 5-7   | Australie  | 2-1 ; 1-3 ; 1-1 ; 1-2         |
| 30 juin | États-Unis | 12-9  | Russie     | 1-2 ; 5-3 ; 3-1 ; 3-3         |

### Quarts de finale
Les huit équipes participent aux quarts de finale : les premiers de chaque groupe affrontent les quatrièmes de l'autre, les deuxièmes et les troisièmes de groupe différent s'opposant.
| Date        |            | Score |           | Quarts-temps                  |
| ----------- | ---------- | ----- | --------- | ----------------------------- |
| 1er juillet | Hongrie    | 11-11 | Grèce     | 1-4 ; 3-4 ; 3-2 ; 4-1 T : 2-3 |
| 1er juillet | Pays-Bas   | 7-10  | Australie | 2-3 ; 0-1 ; 2-4 ; 3-2         |
| 1er juillet | Chine      | 6-10  | Russie    | 1-3 ; 3-2 ; 1-3 ; 1-2         |
| 1er juillet | États-Unis | 7-4   | Canada    | 0-3 ; 3-0 ; 2-1 ; 2-0         |

### Demi-finales
| Date      |           | Score |            | Quarts-temps          |
| --------- | --------- | ----- | ---------- | --------------------- |
| 2 juillet | Australie | 8-7   | Russie     |                       |
| 2 juillet | Grèce     | 7-9   | États-Unis | 1-2 ; 0-3 ; 2-2 ; 4-2 |

### Finale et matches de classement
| Date                        |           | Score  |            | Quarts-temps                  |
| Finale                      | Finale    | Finale | Finale     | Finale                        |
| --------------------------- | --------- | ------ | ---------- | ----------------------------- |
| 3 juillet                   | Australie | 7-7    | États-Unis | 1-2 ; 1-2 ; 2-1 ; 3-2 T : 4-5 |
| Matches de classement 3e/4e |           |        |            |                               |
| 3 juillet                   | Russie    | 5-5    | Grèce      | 1-2 ; 1-0 ; 1-1 ; 2-2 T : 2-3 |
| Matches de classement 5e/8e |           |        |            |                               |
| 2 juillet                   | Hongrie   | 11-9   | Canada     |                               |
| 2 juillet                   | Pays-Bas  | 10-13  | Chine      |                               |
| 3 juillet 5e/6e             | Hongrie   | 7-8    | Chine      | 0-1 ; 2-3 ; 3-4 ; 1-1         |
| 3 juillet 7e/8e             | Canada    | 6-8    | Pays-Bas   | 0-3 ; 2-1 ; 3-3 ; 1-1         |

### Classement final
|   | Équipes    |
| - | ---------- |
| 1 | États-Unis |
| 2 | Australie  |
| 3 | Grèce      |
| 4 | Russie     |
| 5 | Chine      |
| 6 | Hongrie    |
| 7 | Pays-Bas   |
| 8 | Canada     |

## Sources et références
1. ↑  [PDF] « Shanghai 2011 - Registration and Qualification of Competitors  », Fédération internationale de natation, ; page consultée le 28 décembre 2010.
2. 1 2 3  Programme de la Ligue mondiale 2010, Fédération internationale de natation ; page consultée le 3 juin 2010.
3. ↑  Résultats des qualifications américaines, USA Water Polo ; page consultée le 9 juin 2010.
4. ↑  « Water-polo : facile contre Porto Rico », Réseau des sports, 23 mai 2010.
5. ↑  Résultats d'Osaka et « de Guangdong »(Archive.org • Wikiwix • Archive.is • Google • Que faire ?), Australian Water Polo, 24 et 31 mai 2010.
6. ↑  « World League Dames : les Bleues sont arrivées à Athènes », Association des clubs de water-polo français, 9 juin 2010.
7. ↑  « Un mercoledi' tutto rosa », Waterpolo Development World, 9 juin 2010.
8. 1 2  Résultats du tournoi de Budapest, Waterpolo Development World, 9 juin 2010 et mises à jour suivantes.
9. ↑  Résultats du tournoi de Nancy, ASPTT Nancy.
10. ↑  Calendrier du tournoi d'Athènes, Sport24.gr, 9 juin 2010.
11. ↑  « Oranje houdt zicht op ‘Super Final’ », Tubantia, 13 juin 2010.
12. ↑  Calendrier du tournoi de Nancy, ASPTT Nancy ; page consultée le 13 juin 2010.
13. ↑  Calendrier du tournoi de Budapest, SportForum.hu, 6 juin 2010.
14. 1 2 3 4  Résultats de la première journée de la super finale, USA Water Polo, 28 juin 2010 ; page consultée le 29 juin 2010.
15. 1 2 3 4  Résultats de la deuxième journée de la super finale, USA Water Polo, 29 juin 2010 ; page consultée le 3 juillet 2010.
16. 1 2 3 4  Résultats de la troisième journée de la super finale, USA Water Polo, 30 juin 2010 ; page consultée le 3 juillet 2010.
17. 1 2 3 4  Résultats de la quatrième journée de la super finale (quarts de finale), USA Water Polo, 1er juillet 2010 ; page consultée le 3 juillet 2010.
18. 1 2 3 4  Résultats de la cinquième journée de la super finale (demi-finales et matches de classement), USA Water Polo, 2 juillet 2010 ; page consultée le 3 juillet 2010.
19. 1 2 3 4  Résultats de la sixième journée de la super finale, USA Water Polo, 3 juillet 2010 ; page consultée le 4 juillet 2010.